# Maldanella robusta
Maldanella robusta är en ringmaskart som beskrevs av Moore 1906. Maldanella robusta ingår i släktet Maldanella och familjen Maldanidae. Inga underarter finns listade i Catalogue of Life.